# Омар Ґамаль
Омар Ґамаль (араб. عمر جمال‎, нар. 16 вересня 1982, Ель-Мінья) — єгипетський футболіст, що грав на позиції півзахисника насамперед за клуб «Ісмайлі», а також за національну збірну Єгипту, у складі якої — володар Кубка африканських націй. 

## Клубна кар'єра
У дорослому футболі дебютував 2002 року виступами за команду «Аль-Алюмініум», в якій провів два сезони. 
Своєю грою за цю команду привернув увагу представників тренерського штабу клубу «Ісмайлі», до складу якого приєднався 2004 року. Відіграв за команду з Ісмаїлії наступні дев'ять сезонів своєї ігрової кар'єри, протягом яких був її основним гравцем.
Згодом з 2013 по 2018 рік грав за лівійський «Аль-Аглі» (Триполі), а також за «Замалек», «Ель Мокаволун аль-Араб» та «Ісмайлі».
Завершував ігрову кар'єру у команді «Кераміка Клеопатра», за яку виступав протягом 2018 року.

## Виступи за збірну
2007 року дебютував в офіційних матчах у складі національної збірної Єгипту. Протягом року регулярно залучався до лав національної команди і наступного року був включений до її заявки на Кубок африканських націй 2008 в Гані, де Єгипет захистив титул континентальних чемпіонів, щоправда без допомоги Гамаля, який провів усі ігри турніру на лаві для запасних.
Загалом протягом дворічної кар'єри у національній команді провів у її формі 13 матчів.

## Титули і досягнення
- Володар Кубка Єгипту (1):

«Замалек»: 2013-2014
- Володар Кубка африканських націй (1):

2008